# ホワイトホール (映画)
ホワイトホール（英語: White Hole）は、松本俊夫が制作した1979年の実験映画である。音楽は湯浅譲二が1964年に制作した電子音楽『ホワイト・ノイズのための『プロジェクション・エセンプラスティク』』が使用されている。さまざまな画像素材をタイトル撮影装置に据え付けて撮影した映像や、ドライアイスから発生するガスの映像をスキャニメイトに取り込んで制作されている。
松本は1970年代異質なものの混成に関心が向いていたといい、そうした中で制作した作品として『ホワイトホール』のほか『色即是空』（1975年）、『アートマン』（1975年）、『気』（1980年）を挙げている。また映画評論家の鈴木志郎康は『FLY』（1974年）、『色即是空』（1975年）から『ホワイトホール』に至る流れに言及し、松本の意図は存在の空無を現出させることにあったとしている。
2005年に発売されたDVD『松本俊夫実験映像集 II 視想の錬金術』に収録されている。